# L'ultima follia di Mel Brooks
L'ultima follia di Mel Brooks (Silent Movie) è un film del 1976 diretto da Mel Brooks.
Si tratta del quinto lungometraggio diretto e interpretato da Mel Brooks, in questo caso affiancato, tra gli altri, da Marty Feldman, Dom DeLuise, Bernadette Peters, Sid Caesar, Anne Bancroft, Liza Minnelli, Burt Reynolds, Marcel Marceau, James Caan e Paul Newman.

## Trama
Il trio di produzione di Mel Spass composto da lui stesso, Bellocchio e Trippa, presenta la nuova sceneggiatura di Spass al capo dei Big Picture Studios. La sceneggiatura è il primo grande film muto degli ultimi quarant'anni. All'inizio il capo dello studio rifiuta l'idea perché l'azienda non sta andando molto bene e non si fida del giudizio di Spass a causa dei suoi precedenti con l'alcool, ma Spass lo convince che può far interpretare il film da tutte le più grandi star di Hollywood, in modo da salvare gli studios. Spass, Bellocchio e Trippa procedono a ingaggiare Burt Reynolds, James Caan, Liza Minnelli, Anne Bancroft e Paul Newman per il film muto. Si rivolgono anche al mimo Marcel Marceau, ricevendo un "No!" come risposta, unica parola che si sente pronunciare nel film.
Nel frattempo, Trangugia e DiVora si preoccupano che Spass riesca a salvare i Big Picture Studios, impedendo loro di rilevarli. Tentano di "fermare" Spass con il sesso inviando Vilma Kaplan a sedurlo, facendogli credere di essersi innamorata di lui. Spass capisce la verità il giorno prima di iniziare a girare il film e ritorna al vizio dell'alcool. Non sa che Vilma si è davvero innamorata di lui. Vilma, Bellocchio e Trippa convincono Spass a smettere di bere e ingoiare invece diverse centinaia di tazze di caffè. Il film viene girato in tempo e ha un grande successo, e così Spass, Bellocchio e Trippa riescono a salvare i Big Picture Studios.

## Produzione
Come suggerisce il titolo in inglese, il film è una parodia dei film muti, in particolare le commedie slapstick di Hal Roach, Mack Sennett e Buster Keaton. Tra i molti giochi umoristici del film c'è il fatto che l'unica parola udibile in sonoro del film, "No!", è pronunciata da Marcel Marceau, il famoso mimo; ciò è valso al film l'inserimento nel Guinness dei primati come film sonoro con il minor numero di parole. Il sonoro è usato anche per un'altra gag: in una scena che mostra New York, la colonna sonora comincia a suonare una canzone intitolata San Francisco, per interrompersi improvvisamente come se l'orchestra si rendesse conto di suonare la musica sbagliata; dopodiché riprende con I'll Take Manhattan.
La moda degli anni settanta delle grandi società di incorporare le aziende più piccole viene messa in parodia dal film con il tentativo della Engulf and Devour Corporation di prendere il controllo di uno studio cinematografico (un velato riferimento all'acquisto della Paramount Pictures da parte della Gulf and Western Industries).
Inizialmente Mel Brooks aveva pensato di far uscire il film senza neanche una colonna sonora, senza accompagnamento musicale alcuno. L'idea però venne scartata dato che i vertici della 20th Century-Fox erano fortemente dubbiosi in merito. Quindi Brooks aggiunse la musica di John Morris all'ultimo momento.

## Cast
Il biografo di Brooks, James Robert Parish, raccontò che Brooks aveva basato i personaggi di Bellocchio e Trippa sulla propria relazione con i suoi tre fratelli.
Il film fu la prima prova d'attore protagonista per Mel Brooks; riferendosi a sé stesso come ad un attore-regista, Brooks disse: "Non mi dirò quanto sono bravo, altrimenti potrei chiedermi più soldi!".
La donna incinta che appare nella prima scena del film è la vera moglie di Dom DeLuise, Carol Arthur.